# Žambolat Lok'jaev
Žambolat Safarbievič Lok'jaev (in russo Жамболат Сафарбиевич Локьяев?; Tyrnyauz, 17 dicembre 1994) è un lottatore russo, specializzato nella lotta greco-romana.

## Biografia
Alla Coppa del mondo individuale di Belgrado 2020 ha vinto la medaglia d'oro nel torneo dei 63 chilogrammi, superando in finale l'ungherese Erik Torba.
Si è laureato campione continentale agli europei di Varsavia 2021, battendo nella finale del torneo dei 63 chilogrammi l'azero Taleh Məmmədov.

## Palmarès
| Anno | Manifestazione    | Sede        | Evento | Risultato | Note |
| ---- | ----------------- | ----------- | ------ | --------- | ---- |
| 2011 | Europei cadetti   | Varsavia    | 50 kg  | 5º        |      |
| 2014 | Europei junior    | Katowice    | 60 kg  | Bronzo    |      |
| 2016 | Europei U23       | Ruse        | 66 kg  | 9º        |      |
| 2016 | Mondiali militari | Skopje      | 59 kg  | Oro       |      |
| 2017 | Europei U23       | Szombathely | 59 kg  | Argento   |      |
| 2018 | Mondiali militari | Mosca       | 60 kg  | Oro       |      |
| 2020 | Europei           | Roma        | 60 kg  | 5º        |      |
| 2021 | Europei           | Varsavia    | 63 kg  | Oro       |      |

## Altre competizioni internazionali
2020
- Oro nei 63 kg nella Coppa del mondo individuale ( Belgrado)